# Wielsbeke
Wielsbeke es un municipio de Bélgica, situada en la provincia de Flandes Occidental. A comienzos de 2018 contaba con una población total de 9.584 personas. La extensión del término es de 21,02 km², con una densidad de población de 440,43 habitantes por km².

## Geografía

### Secciones del municipio
El municipio comprende los antiguos municipios, que se fusionaron en 1977:
| - Wielsbeke - Ooigem - Sint-Baafs-Vijve |

## Demografía

### Evolución
Todos los datos históricos relativos al actual municipio, el siguiente gráfico refleja su evolución demográfica, incluyendo municipios después de efectuada la fusión el 1 de enero de 1977.
| Gráfica de evolución demográfica de Wielsbeke entre 1846 y 2020 |
|                                                                 |

## Enlaces relacionados
- Sitio oficial del término municipal de Wielsbeke

- Datos: Q339395
- Multimedia: Wielsbeke / Q339395